# フッ化チタン(IV)
フッ化チタン(IV)（titanium(IV) fluoride）は、組成式がTiF4の無機化合物である。吸湿性の白色粉末で、四フッ化チタンとも呼ばれる。